# Dennis Parker
Dennis Posa, também conhecido como Dennis Parker ou Wade Nichols (Nova Iorque, 28 de outubro de 1946 – Nova Iorque, 28 de janeiro de 1985), foi um ator e cantor norte-americano.
Dennis começou actuando em filmes pornográficos, em meados dos anos 1970. Foi nesta época que ele adotou o nome Wade Nichols. Em 1979, produzido por Jacques Morali e Henry Belolo (fundadores da Ritchie Family e Village People), lançou pela Casablanca Records, o álbum de música disco "Like An Eagle", usando o nome Dennis Parker. A canção "I'm a Dancer" foi uma das faixas mais executadas nas rádios brasileiras em 1979  e também foi incluída na trilha sonora da novela Marron Glacê.
Entre 1979 e 1984, atuou na série televisiva americana The Edge of Night, no papel do chefe de polícia Derek Mallory.
Dennis faleceu em janeiro de 1985, vítima de complicações causadas pelo vírus da AIDS.

## Discografia
- Like An Eagle / New York By Night (Casablanca 12", 1979)
- Like An Eagle (Casablanca LP, 1979)

### Faixas do álbum"Like An Eagle"
- A1 - Like an Eagle
- A2 - New York by Night
- A3 - High Life
- B1 - Medley: Why Don't You Boogie / I'm a Dancer / I Need Your Love